# Mae-ukemi

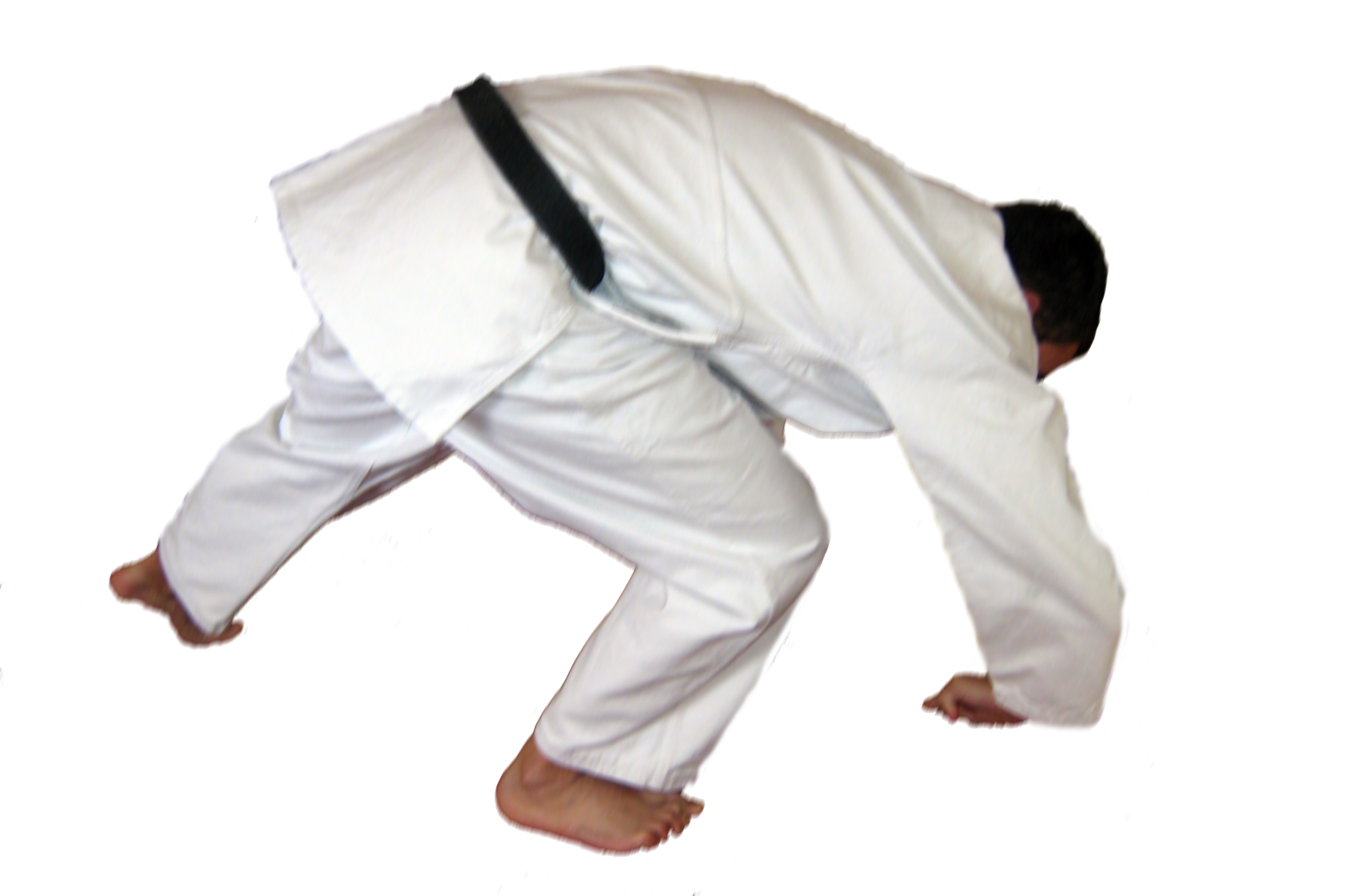
Mae-mawari-ukemi

Mae-ukemi, of plankval is een van de valbreektechnieken die worden toegepast in vechtsporten zoals het judo en zelfverdedigingskunsten zoals het jiujitsu. Bij deze techniek wordt een voorwaartse val gebroken door de schok op te vangen met de armen. Men valt als een plank naar voren, met het hele lichaam gestrekt, en slaat af met de onderarmen, met de handpalmen naar beneden.
Een verschil met de mae-mawari-ukemi -ook een valbreektechniek die bij een voorwaartse val wordt toegepast- is dat praktisch alle energie wordt opgevangen door de armen. Bij de mae-mawari-ukemi wordt de meeste energie kwijtgeraakt door het doorrollen van het lichaam, en de rest door af te slaan met een van de armen.
Indien men niet afslaat of doorrolt bij het naar voren vallen, loopt men het risico lichaamsdelen zoals een arm of het hoofd te verwonden. Een typische situatie waarbij men mae-ukemi toepast, is als men voorover struikelt. Bij veel worpen ligt mae-mawari-ukemi meer voor de hand.